# نیل کاتلر
نیل کاتلر (انگلیسی: Neil Cutler؛ زادهٔ ۳ سپتامبر ۱۹۷۶) بازیکن فوتبال اهل بریتانیا است.
از باشگاه‌هایی که در آن بازی کرده‌است می‌توان به باشگاه فوتبال وست برومویچ آلبیون، باشگاه فوتبال استوک سیتی، باشگاه فوتبال روترهام یونایتد، باشگاه فوتبال کرو آلکساندرا، باشگاه فوتبال استوک‌پورت کانتی، باشگاه فوتبال سوانزی سیتی، باشگاه فوتبال اسکانتورپ یونایتد، باشگاه فوتبال استون ویلا، باشگاه فوتبال آکسفورد یونایتد، باشگاه فوتبال بری، باشگاه فوتبال چلتنهام تاون، و باشگاه فوتبال کاونتری سیتی اشاره کرد.